# Rare Cuts (мініальбом)
Rare Cuts — четвертий мініальбом уельського гурту Bullet for My Valentine, який був випущений 8 серпня 2007 року.

## Треклист
1. My Fist, Your Mouth, Her Scars — 3:50
2. Seven Days — 3:24
3. Domination — 5:06
4. Welcome Home — 6:13
5. Tears Don't Fall — 4:37